# Cité de la Roquette
La cité de la Roquette est une voie du 11e arrondissement de Paris, en France.

## Situation et accès

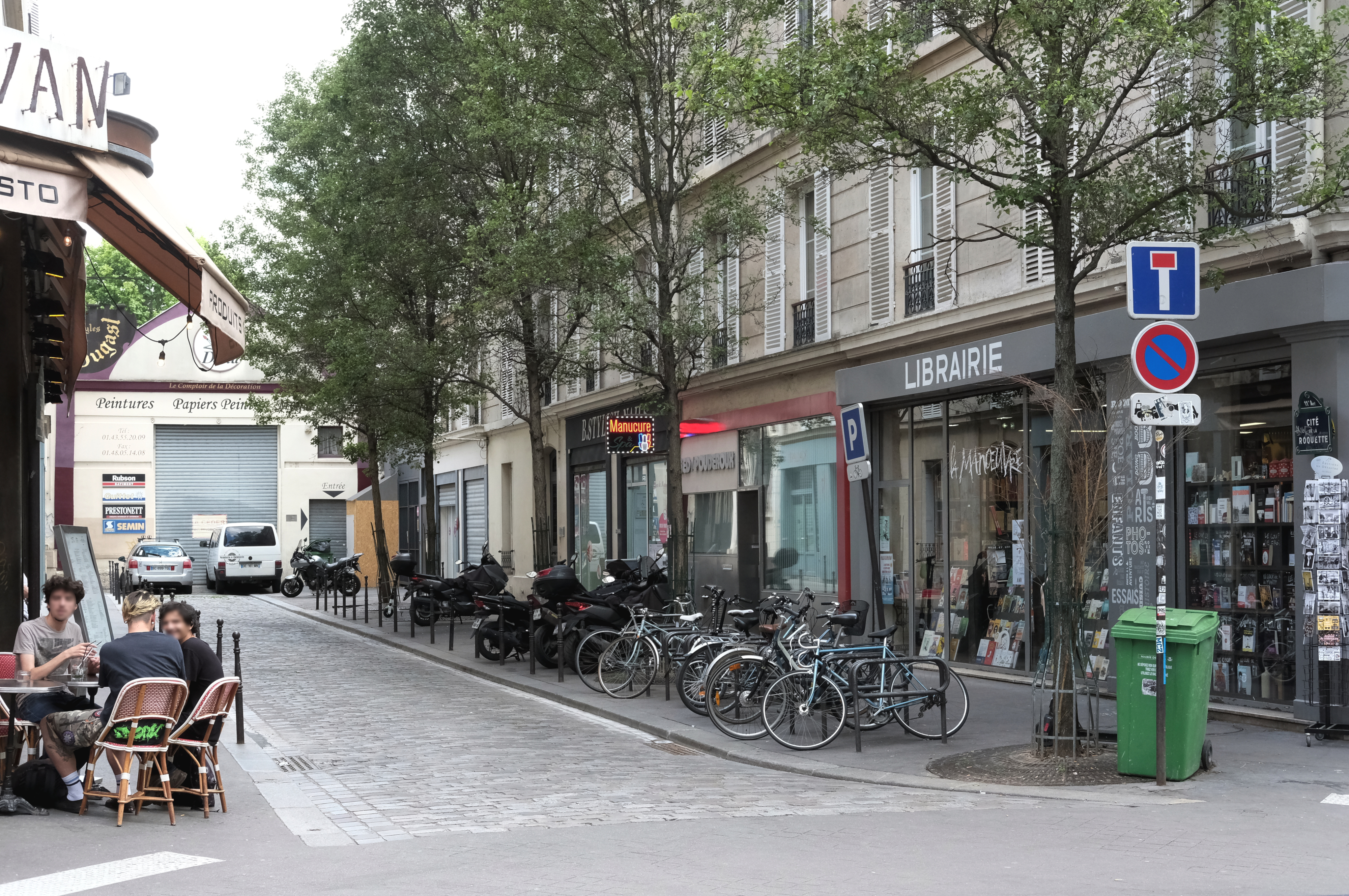
Voie vue depuis la rue de la Roquette.

La cité de la Roquette est une voie publique située dans le 11e arrondissement de Paris. Elle débute au 60, rue de la Roquette et se termine en impasse.

## Origine du nom
La voie a été nommée d'après un lieu-dit local. Le nom de la « roquette » (ou « rochette ») proviendrait d'une petite plante à fleurs jaune pâle ou blanchâtres veinées de violet et qui poussait dans les décombres, la roquette, dérivé du nom latin eruca, qui signifie « chou ».

## Historique
Cette voie est ouverte vers 1890 et classée dans la voirie parisienne par arrêté municipal du 3 mai 1994.

## Bâtiment remarquable et lieu de mémoire

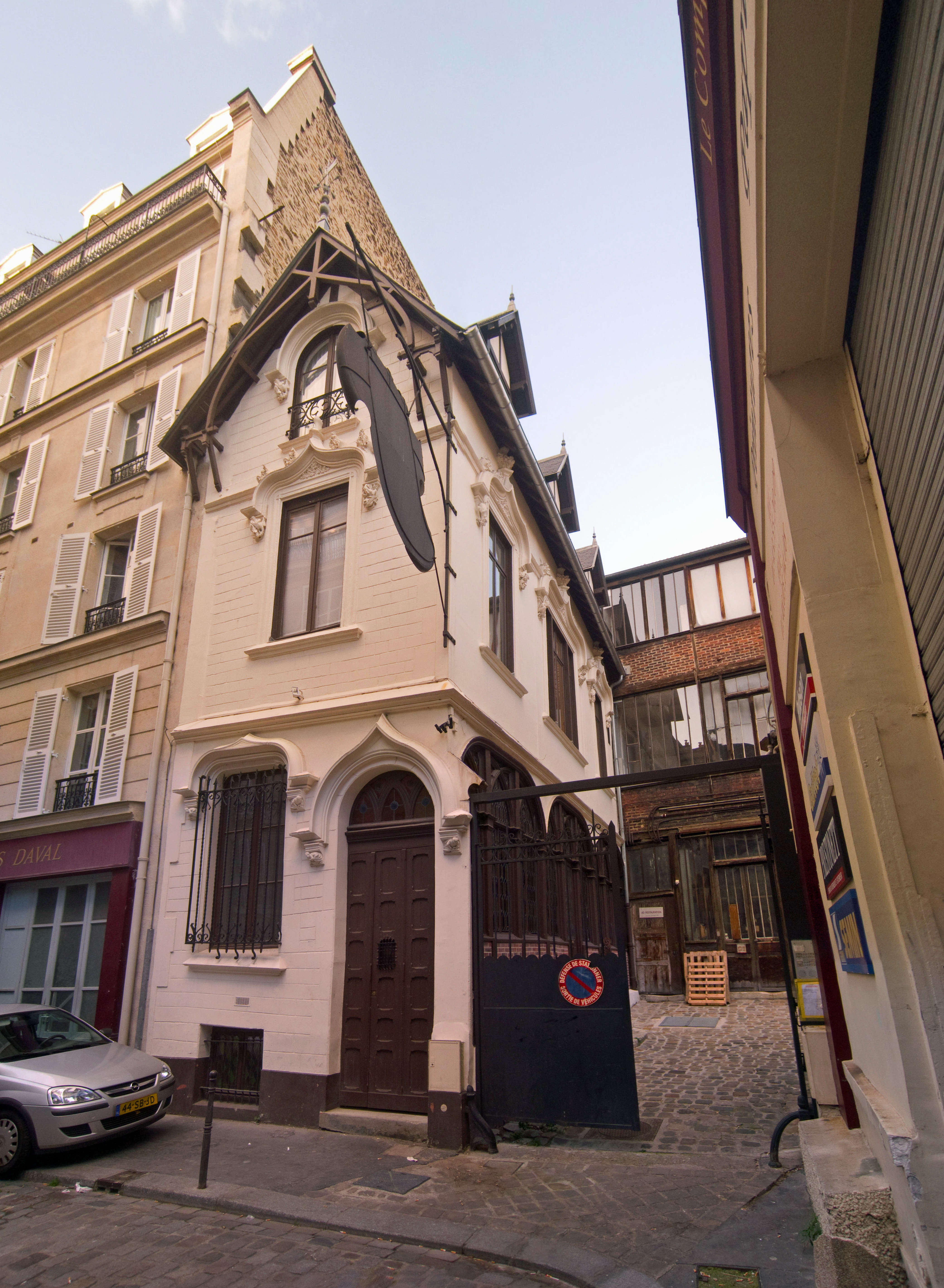
Vue de la rue.

La maison de maître et l'ensemble des ateliers du no 5 sont classés monuments historiques (architecte Louis Péchard, 1891).